# Sandy Island (îles Pitcairn)

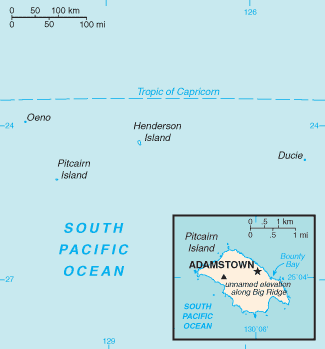
Carte des îles Pitcairn. Sandy est située au Nord-Ouest.

Ne doit pas être confondu avec Île de Sable (Nouvelle-Calédonie).
Pour les articles homonymes, voir Sandy Island.
Sandy Island est un banc de sable situé dans l’atoll d’Oeno, situé à une centaine de kilomètres au Nord-Ouest de l’île Pitcairn, la capitale des îles Pitcairn (Royaume-Uni), dans l’océan Pacifique Sud.